# Рабанера
Рабанера (ісп. Rabanera) — муніципалітет в Іспанії, у складі автономної спільноти Ла-Ріоха. Населення — 38 осіб (2009).
Муніципалітет розташований на відстані близько 220 км на північний схід від Мадрида, 31 км на південь від Логроньйо.

## Демографія
Динаміка населення (INE ):

## Галерея зображень

Розташування муніципалітету